# Catalina Ramos
Catalina del Carmen Ramos de Aponte es una bióloga venezolana. Ha sido presidenta de la Asociación de Egresados Universidad Simón Bolívar y coordinadora nacional de asociaciones ciudadanas del partido Vente Venezuela. El 26 de mayo de 2025, al día siguiente de las elecciones regionales y parlamentarias en Venezuela, fue arrestada por funcionarios de seguridad. El Comité de Derechos Humanos de Vente Venezuela denunció su detención. Se desconoce su paradero desde hace 65 días.

## Biografía
Catalina Ramos es bióloga egresada de la Universidad Simón Bolívar, universidad donde fue presidenta de la Asociación de Egresados. También ha sido la coordinadora nacional de asociaciones ciudadanas del partido opositor Vente Venezuela.

## Detención
El 26 de mayo de 2025, al día siguiente de las elecciones regionales y parlamentarias en Venezuela, funcionarios de seguridad arrestaron a Catalina. El Comité de Derechos Humanos de Vente Venezuela denunció su detención y que su familia desconocía su paradero. El Comité exigió su liberación inmediata, y la lideresa opositora María Corina Machado calificó el arresto como un "acto de una crueldad infinita". Al día siguiente, su hija exigió conocer su paradero, los motivos de su detención, y su liberación inmediata. El arresto de Ramos se produjo durante una ola de arrestos en el contexto electoral en el país donde más de 70 personas habían sido encarceladas.

## Vida personal
La familia de Catalina Ramos proviene de islas Canarias en España y tiene nacionalidad española, además de la venezolana. Su madre nació San Cristóbal de La Laguna, Tenerife, y emigró a Venezuela a raíz de la guerra civil española y de la dictadura franquista. Es hermana de la profesora y activista por la educación Olga Ramos. Catalina tiene tres hijos.